# Sophie Scholl
Sophie Scholl, właśc. Sophia Magdalena Scholl (ur. 9 maja 1921 w Forchtenberg, zm. 22 lutego 1943 w Monachium) – niemiecka działaczka antynazistowskiego ruchu oporu Biała Róża w czasach III Rzeszy.

## Życiorys

### Przed wojną
Sophie Scholl dorastała razem ze swoim rodzeństwem – Ingą, Hansem, Elizabeth i Wernerem – w mieście Ulm, gdzie ich ojciec Robert Scholl, liberalny burmistrz pochodzenia chłopskiego, i matka Magdalena pielęgniarka wychowali ich w poszanowaniu chrześcijańskich i humanistycznych wartości. Propagowany przez nazistów ideał wspólnoty wydał się jej i starszemu o dwa i pół roku bratu Hansowi atrakcyjny na tyle, aby wejść w szeregi organizacji nazistowskich. W roku 1933 przystąpiła do Bund Deutscher Mädel (BDM), żeńskiej sekcji Hitlerjugend. Naśladując swoich braci, przystępowała do prób odwagi i prób wytrzymałościowych, by poznać swoje ograniczenia. Przez pewien czas Scholl była ostrzyżona na wzór chłopców, czyli nosiła z tyłu krótkie, a z przodu dłuższe włosy. Po zjeździe NSDAP w 1936 roku wraz z bratem Hansem przyłączyła się do niezależnej organizacji młodzieżowej Deutsche Jungenschaft (nazwa skrótowa: „dj 1.11.”). Jesienią 1937 aresztowano ją wraz z rodzeństwem, poszukiwano bowiem jej brata Hansa za udział w ruchu Bündische Jugend. Zostali uwolnieni dzięki amnestii z roku 1938.

### II wojna światowa
W 1940 Sophie Scholl zaczęła zdobywać wykształcenie z pedagogiki wczesnoszkolnej w przedszkolu, by uniknąć pracy w Reichsarbeitsdienst, co jej się zresztą nie udało. Pół roku musiała służyć zarówno w Reichsarbeitsdienst, jak i w służbach niosących pomoc wojenną. Jej przeżycia i wrażenia z tego okresu utwierdziły ją w nienawiści wobec reżimu nazistowskiego. W 1942 podjęła na Uniwersytecie Ludwika i Maksymiliana w Monachium studia z zakresu biologii i filozofii. W trakcie ferii międzysemestralnych została zmuszona do pracy w jednym z zakładów zbrojeniowych w Ulm.
Za pośrednictwem swojego brata, studiującego na monachijskim uniwersytecie medycynę, poznała wiele osób, które jeszcze bardziej utwierdzały ją w poglądach antynazistowskich. Mimo że jej brat Hans próbował trzymać ją z dala od kręgu osób należących do opozycji antynazistowskiej, udało jej się przyłączyć do tego grona. Zdecydowana na podjęcie nielegalnej i publicznie wyrażanej krytyki, wzięła udział w produkcji i rozprowadzaniu ulotek studenckiej grupy ruchu oporu Biała Róża.

### Działalność antynazistowska
Członkowie Białej Róży wysyłali swoje apele pocztą, rozkładali ulotki w budkach telefonicznych i zaparkowanych samochodach oraz przekazywali je studentom z innych miast w celu dalszego kolportażu. W styczniu 1943 roku Scholl była po raz pierwszy zaangażowana w produkcję ulotek. Kolportowane w Kolonii, Stuttgarcie, Berlinie i Wiedniu ulotki spowodowały poruszenie wśród miejscowej ludności oraz władz i stały się bezpośrednią przyczyną intensywnego poszukiwania sprawców. Już w lutym Gestapo przypuszczało, że autorzy ulotek należą do monachijskiego kręgu studentów.
W połowie lutego została przygotowana szósta wersja ulotki z apelem o przewrót reżimu nazistowskiego i utworzenie „nowej duchowej Europy”. Jesienią 1942 dodrukowano ulotki w Anglii i rozrzucono je nad Niemcami z brytyjskich samolotów. Ponadto odczytywano je w brytyjskiej radiostacji BBC.

### Donos, proces i egzekucja
18 lutego 1943 woźny Jakob Schmid, członek SA, przyłapał Sophie Scholl wraz z bratem Hansem w trakcie rozprowadzania ulotek na uniwersytecie w Monachium i przekazał rodzeństwo do rektoratu. Po kilkugodzinnym przesłuchaniu przez syndyka uniwersyteckiego dr. Ernsta Haeffnera i rektora uniwersytetu prof. Walthera Wüsta – kierownika zakładu „Kultury i językoznawstwa aryjskiego” i SS-Standartenführera oboje zostali wraz z Christophem Probstem, innym członkiem Białej Róży zadenuncjowani Gestapo i aresztowani. Cztery dni później, 22 lutego, Scholl za czynny udział w organizacji Biała Róża została skazana przed Trybunałem Ludowym w Monachium na karę śmierci przez ścięcie na gilotynie. Obradom tego sądu przewodniczył przybyły z Berlina sędzia Roland Freisler. Jeszcze tego samego dnia, około godz. 17, dokonano egzekucji na całej trójce przez zgilotynowanie w zakładzie karnym München-Stadelheim, w obecności byłego kierownika oddziału egzekucyjnego monachijskiego sądu okręgowego, dr. Waltera Roemera.

### Dziennik Sophie Scholl
Sophie Scholl prowadziła dziennik, który przetrwał wojnę, i dzięki któremu znane są jej poglądy i postawy.

### Grób

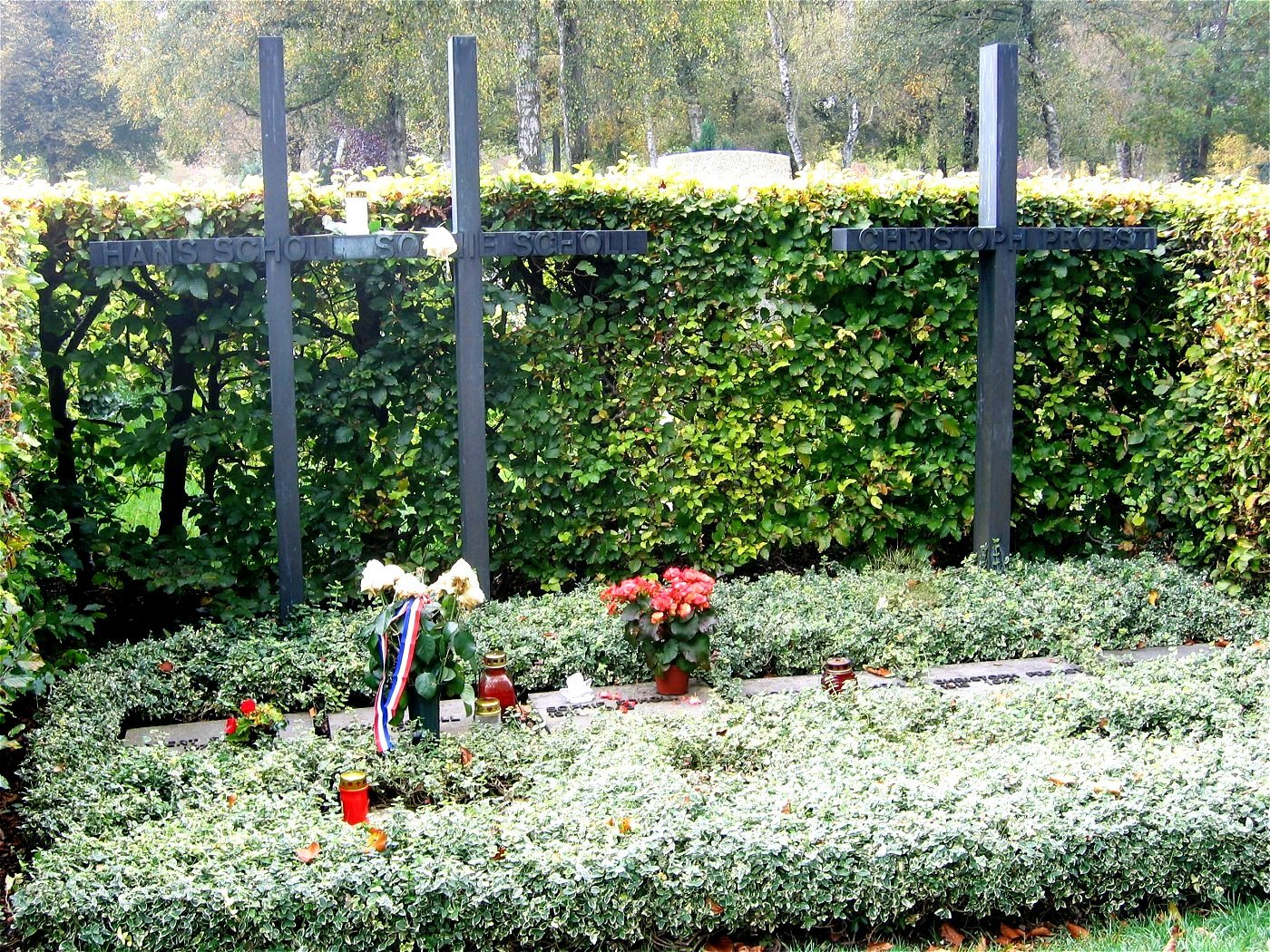
Groby Christopha Probsta oraz Sophie i Hansa Scholl na Friedhof am Perlacher Forst w Monachium

Grób Sophie Scholl znajduje się na cmentarzu Friedhof am Perlacher Forst w Monachium (grób Nr 73-1-18/19). Jest pochowana wraz z bratem Hansem, zaś obok spoczywa Christoph Probst. Na cmentarzu tym pochowany jest także Walter Klingenbeck.

## Upamiętnienie
- 60 lat po jej śmierci, 22 lutego 2003 uczczono pamięć Sophie Scholl popiersiem w Walhalli. Bawarski premier, Edmund Stoiber, nazwał ją „międzynarodowym symbolem powstania sumienia przeciwko niesprawiedliwości”.
- Z okazji 60. rocznicy śmierci Sophie Scholl wydano drukiem jej korespondencję listowną z narzeczonym Fritzem Hartnaglem, synem przedsiębiorcy z Ulm, którego poznała podczas zabawy tanecznej. W czasie jego studiów oficerskich pozostawali w kontakcie listownym. Tuż przed wybuchem wojny spędzili razem urlop w północnych Niemczech i mieszkali kilka tygodni razem w Weimarze, w czasie gdy Fritz pełnił tam funkcję oficera szkoleniowego. Hartnagel o egzekucji Sophie Scholl dowiedział się w szpitalu wojskowym we Lwowie po tym, jak odniósł rany podczas bitwy stalingradzkiej i w ostatniej chwili został wywieziony samolotem z rejonu walk. Przeżył wojnę i ożenił się z siostrą Sophie starszą od niej o rok, Elisabeth. Pełnił funkcję sędziego w Ulm i do swojej śmierci w 2001 był zaangażowany w działalność pokojową i antyatomową.
- Na Uniwersytecie Ludwika i Maksymiliana w Monachium Hans i Sophie Schollowie, będący symbolem bohaterstwa i humanizmu, są upamiętniani na wiele sposobów – między innymi istnieje Instytut Rodzeństwa Schollów (Geschwister-Scholl-Institut) oraz, przed głównym budynkiem, plac Rodzeństwa Schollów (Geschwister-Scholl-Platz).
- Samorząd studencki monachijskiej uczelni wybrał zdjęcie Sophie na swoje logo i od 1998 domaga się przemianowania uniwersytetu na Geschwister-Scholl-Universität (Uniwersytet Rodzeństwa Schollów). Nazwa ta bywa używana w komunikatach i artykułach, czasem z tradycyjnym skrótem LMU (od Ludwig-Maximilians-Universität).

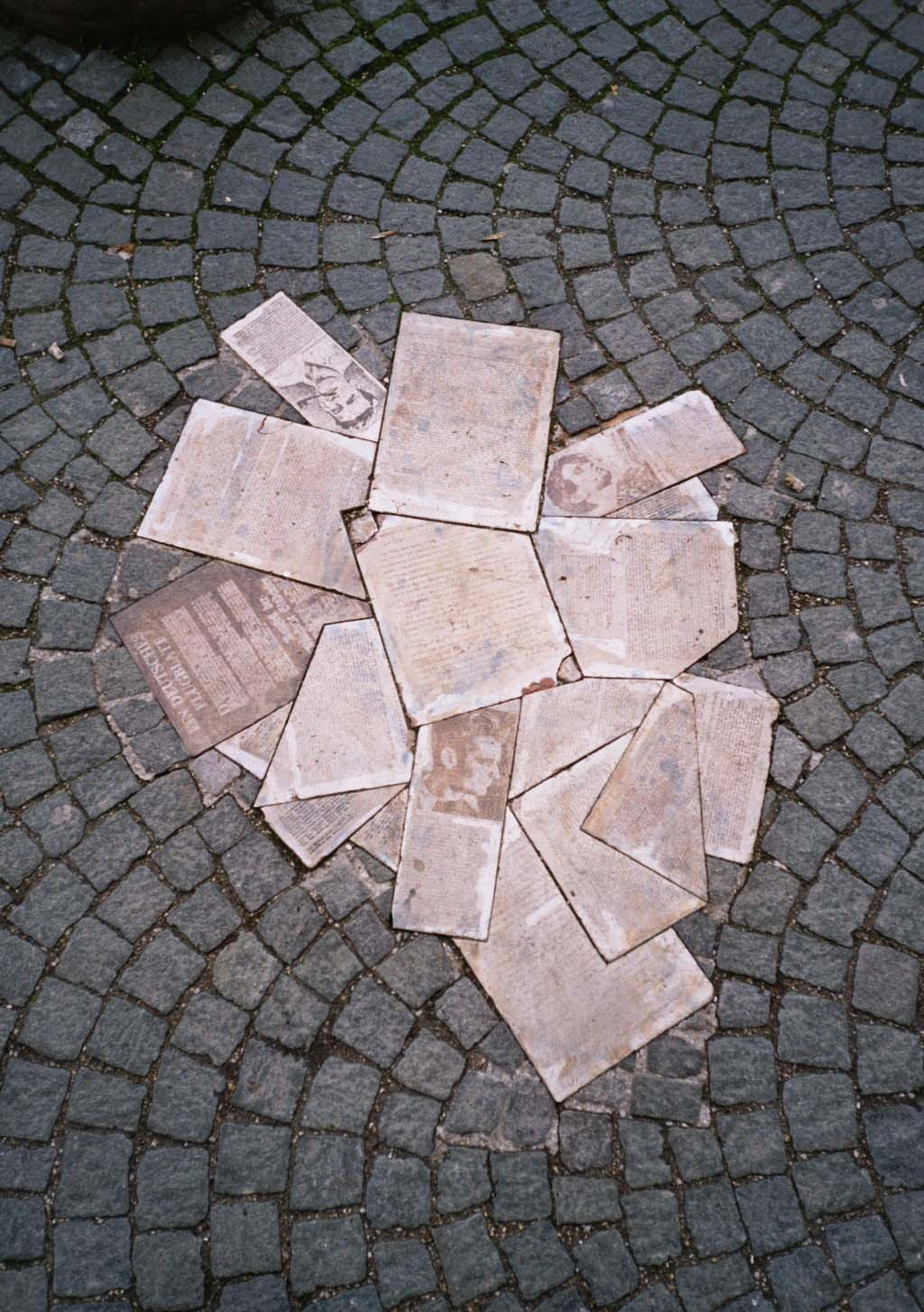
Pomnik na cześć Białej Róży przed Uniwersytetem Ludwika i Maksymiliana w Monachium

## Odniesienia w kulturze

### Filmy
- Historię życia działaczki ruchu oporu przeniesiono już na ekrany kilka razy. Lena Stolze zagrała Sophie Scholl 1983 roku w obu produkcjach Die weiße Rose w reżyserii Michaela Verhoevena (nominacja do Oskara w kategorii najlepszy film zagraniczny) i Fünf letzte Tage w reżyserii Percy’ego Adlona.
- W 2005 w kinach wyświetlono po raz pierwszy film Sophie Scholl – ostatnie dni, nakręcony na podstawie oryginalnych protokołów dokonanych przez Gestapo przesłuchań Sophie i Hansa Schollów oraz Christopha Probsta. Warto dodać, że dokumenty te do czasu upadku Muru Berlińskiego znajdowały się w archiwach Stasi i zostały udostępnione historykom dopiero po roku 1990. Film skupia się na ostatnich dniach z życia Sophie Scholl (granej przez Julię Jentsch), a w szczególności na przesłuchaniu prowadzonym przez gestapowca Roberta Mohra. Dialogi napisane przez Freda Breinersdorfa opierają się na faktach historycznych, potwierdzonych przez różne źródła, na przykład listy i dzienniki Sophie Scholl. Nie są one jednak dosłownym odwzorowaniem protokołu z przesłuchania.

### Muzyka
- Płyta Whatever It May Take (2002) niemieckiego zespołu Heaven Shall Burn w całości poświęcona jest antynazistowskiemu ruchowi Białej Róży oraz samej Sophie Scholl. Na okładce reedycji tejże płyty z 2007 roku widnieje biała róża, z której wypływa krew.

## Opracowania
- Hans Scholl und Sophie Scholl, Briefe und Aufzeichnungen
- Inge Scholl: Die Weiße Rose. erweit. Neuausg., Frankfurt/M. (S.Fischer) 1982
- Barbara Leisner: „Ich würde es genauso wieder machen” – Sophie Scholl.
- Hermann Vinke: Das kurze Leben der Sophie Scholl.
- Richard Hanser: Deutschland zuliebe.
- Fred Breinersdorfer: Sophie Scholl. Die letzten Tage Frankfurt/M (S.Fischer) 2005
- Hermann Vinke: Fritz Hartnagel. Der Freund von Sophie Scholl. Zürich, Hamburg (Arche) 2005
- Sophie Scholl, Fritz Hartnagel: Damit wir uns nicht verlieren. Briefwechsel 1937-1943. Frankfurt a. M. (S. Fischer) 2005
- Werner Milstein: Mut zum Widerstand Sophie Scholl – ein Portrait., Neukirchener, 2003, ISBN 3-7975-0056-4.